# Georgia Film Critics Association Awards 2016
5. ročník předávání cen asociace Georgia Film Critics Association se konal dne 13. ledna 2017. Nominace byly oznámeny dne 9. ledna 2017.

## Vítězové a nominovaní

### Nejlepší film
Moonlight 
- Za každou cenu
- La La Land
- Místo u moře
- Příchozí
- Hacksaw Ridge: Zrození hrdiny
- Správní chlapi
- Jackie
- Loving
- O.J.: Made in America

### Nejlepší režisér
Damien Chazelle – La La Land
- Barry Jenkins – Moonlight
- Denis Villeneuve – Příchozí
- Kenneth Lonegran – Místo u moře
- Pabblo Larraín – Jackie

### Nejlepší adaptovaný scénář
Barry Jenkins – Moonlight
- Eric Heisserer – Příchozí
- Tom Ford – Noční zvířata
- August Wilson – Ploty
- Jay Cocks a Martin Scorsese – Mlčení

### Nejlepší původní scénář
Damien Chazelle – La La Land
- Kenneth Lonegran – Místo u moře
- Taylor Sheridan – Za každou cenu
- Noah Oppenheim – Jackie
- Yorgos Lanthimos a Efthimis Filippou – Humr

### Nejlepší herec v hlavní roli
Casey Affleck – Místo u moře
- Ryan Gosling – La La Land
- Denzel Washington – Ploty
- Tom Hanks – Sully: Zázrak na řece Hudson
- Andrew Garfield – Hacksaw Ridge: Zrození hrdiny
- Colin Farrell – Humr

### Nejlepší herečka v hlavní roli
Natalie Portman – Jackie
- Ruth Negga – Loving
- Emma Stoneová – La La Land
- Amy Adams – Příchozí
- Anette Bening – Ženy 20. století

### Nejlepší herec ve vedlejší roli
Mahershala Ali – Moonlight
- Jeff Bridges – Za každou cenu
- Ben Foster – Za každou cenu
- Lucas Hedges – Místo u moře
- John Goodman – Ulice Cloverfield 10

### Nejlepší herečka ve vedlejší roli
Viola Davis – Ploty
- Naomie Harris – Moonlight
- Greta Gerwig – Ženy 20. století
- Michelle Williamsová – Místo u moře
- Nicole Kidman – Lion

### Nejlepší obsazení
Moonlight
- Ženy 20. století
- Místo u moře
- Za každou cenu
- Everybody Wants Some!
- Skrytá čísla
- Sing Street

### Nejlepší dokument
O.J.: Made in America
- 13th
- Nejsem žádný tvůj negr
- Gleason
- Weiner

### Nejlepší cizojazyčný film
Elle
- Komorná
- Začít znovu
- Neruda
- Toni Erdmann

### Nejlepší animovaný film
Zootropolis: Město zvířat 
- Kubo a kouzelný meč
- Odvážná Vaiana: Legenda o konci světa
- Hledá se Dory
- Kung Fu Panda 3

### Nejlepší kamera
James Laxton – Moonlight
- Bradford Young – Příchozí
- Chung-hoon Chung – Komorná
- Rodrigo Prieto – Mlčení
- Linus Sandgren – La La Land
- Stéphane Fontaine – Jackie

### Nejlepší výprava
David Wasco a Austin Gorg – La La Land
- Jean Rabasse a Halina Gebarowicz – Jackie
- Dante Ferretti a Wen-Ying Huang – Mlčení
- Patrice Vermette a Isabelle Guay – Příchozí
- Richard Bridgland a David Utley – Správní chlapi

### Nejlepší skladatel
Justin Hurwitz – La La Land
- Mica Levi – Jackie
- Nicholas Britell – Moonlight
- Jóhann Jóhannsson – Příchozí
- Volker Bertelmann a Dustin O'Halloran – Lion

### Nejlepší filmová píseň
„City of Stars“ – La La Land
- „Drive It Like You Stole It“ – Sing Street
- „Audition“ – La La Land
- „I'm Still Here“ – Miss Sharon Jones!
- „The Rules Don't Apply“ – Pravidla neplatí
- „How Far I'll Go“ – Odvážná Vaiana: Legenda o konci světa

### Objev roku
Barry Jenkins – Moonlight 
- Lucas Hedges – Místo u moře
- Mahershala Ali – Boj za svobodu, Skrytá čísla, Kecky a Moonlight
- Alden Ehrenreich – Ave, Caesar!, Pravidla neplatí
- Lily Gladstone – Buster's Mal Heart, Jisté ženy
- Angourie Rice – Správní chlapi, Nowhere Boys: The Book of Shadows

### Ocenění Oglethorpe
Shane Black a Anthony Bagarozzi – Správní chlapi
- Anthony Russo, Joe Russo, Christopher Markus, Stephen McFeely – Captain America: Občanská válka
- Theodore Melfi, Allison Schroeder – Skrytá čísla
- Nicholas Stoller, Andrew Jay Cohen, Brendan O'Brien, Evan Goldberg, Seth Rogen – Sousedi 2
- Ido Haar – Presenting Princess Shaw
- John Henry Summerour – Saultopaul
- Clint Eastwood, Todd Komarnicki – Sully: Zázrak na řece Hudson
- Adam Pinney – The Arbalest
- Rob Burnett – The Fundamentals of Caring
- Gavin O'Connor, Bill Dubuque – Zúčtování